# Österreichische Judo-Damen-Mannschaftsmeisterschaft 2009
Die Österreichische Judo-Damen-Mannschaftsmeisterschaft 2009 ermittelte zum 28. Mal den Österreichischen Mannschaftsmeisters im Judo. Sie wurde vom Österreichischen Judoverband ausgetragen. Sieger war zum 2. Mal der Vereinsgeschichte der LZ Wels.

## Tabelle
| Position | Mannschaft        | Punkte | # | Ort               | Bundesland     | Quelle |
| -------- | ----------------- | ------ | - | ----------------- | -------------- | ------ |
| 1        | LZ Wels           | 5      | 3 | Wels              | Oberösterreich | [ 2 ]  |
| 2        | JZ Innsbruck      | 4      | 3 | Innsbruck         | Tirol          | [ 3 ]  |
| 3        | UJZ Mühlviertel   | 3      | 3 | Niederwaldkirchen | Oberösterreich | [ 3 ]  |
| 4        | JC Vienna Samurai | 0      | 3 | Leopoldstadt      | Wien           | [ 3 ]  |

Stand: 2025-03-16

## Begegnungen
| Datum         | Ort       | Mannschaft 1 | Mannschaft 2    | Quelle |
| ------------- | --------- | ------------ | --------------- | ------ |
| November 2009 | Innsbruck | LZ Wels      | UJZ Mühlviertel | [ 3 ]  |
| November 2009 | Innsbruck | LZ Wels      | JZ Innsbruck    | [ 3 ]  |
| November 2009 | Innsbruck | LZ Wels      | Samurai Wien    | [ 3 ]  |

## Kader des österreichischen Meisters
| Mannschaft | Name                | Gewichtsklasse | Land    | # | S | U | N | Quelle |
| ---------- | ------------------- | -------------- | ------- | - | - | - | - | ------ |
| LZ Wels    | Sabrina Filzmoser   |                | Austria | 3 | 3 | 0 | 0 | [ 3 ]  |
| LZ Wels    | Willi Reizelsdorfer | Trainer        | Austria |   |   |   |   | [ 3 ]  |

Legende: S = Siege, N = Niederlagen, U = Unentschieden, UBW = Unterbewertung